# Myrmarachne hanoii
Myrmarachne hanoii là một loài nhện trong họ Salticidae.
Loài này thuộc chi Myrmarachne. Myrmarachne hanoii được Marek Żabka miêu tả năm 1985.